# ナパバレー・ワイントレイン

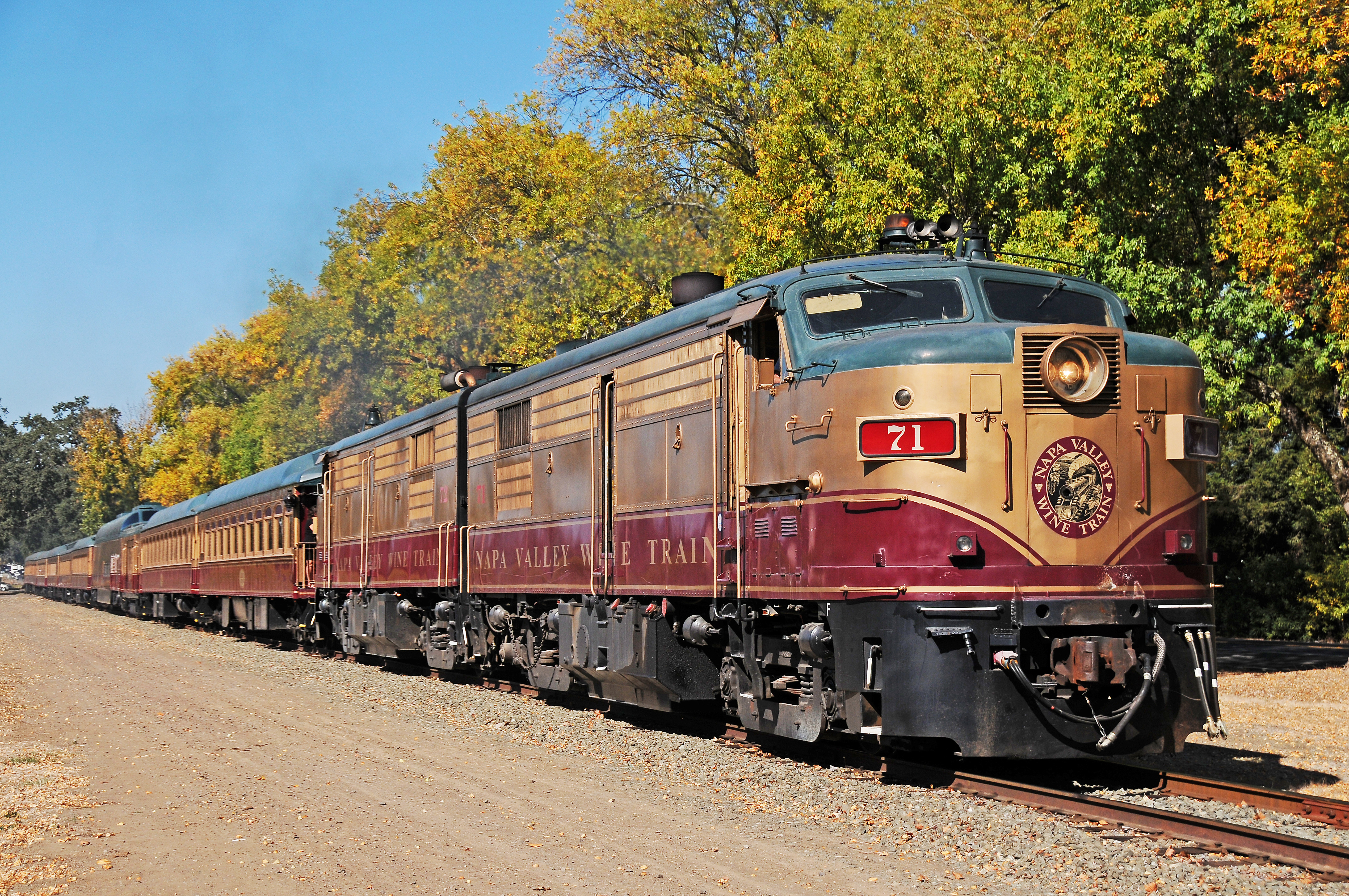
ナパバレー・ワイントレイン

ナパバレー・ワイントレイン（Napa Valley Wine Train）は、アメリカ合衆国カリフォルニア州ナパ郡のナパとセントヘレナ間を往復する観光鉄道路線。ナパヴァレー・ワイン・トレインとも表記する。ワインカントリー観光の目玉であり、葡萄園の風景を眺めながらカリフォルニアワインが飲める（別料金）。

## 概要
ナパバレー・ワイントレイン社が提供するツアー運行が主体である。列車は改装されたアンティーク車両が使われており、さまざまなツアーが用意されている。料金にはサンフランシスコからナパまでのバス送迎と列車内の食事代、セントヘレナのワイナリーへのバスツアーが含まれる。ワインは別料金。
列車はナパ市内の駅を出発し、州道29号線に沿ってヨントヴィル、ラザフォード、オークヴィルを経由してセントヘレナまで走り、またナパに戻ってくる。運行ルート上にはナパバレーを代表する葡萄園があり、歴史的なワイナリーの景観も楽しむことができる。2009年の日本映画サイドウェイズ（日本版サイドウェイ）のロケ地に使用された。

## 歴史

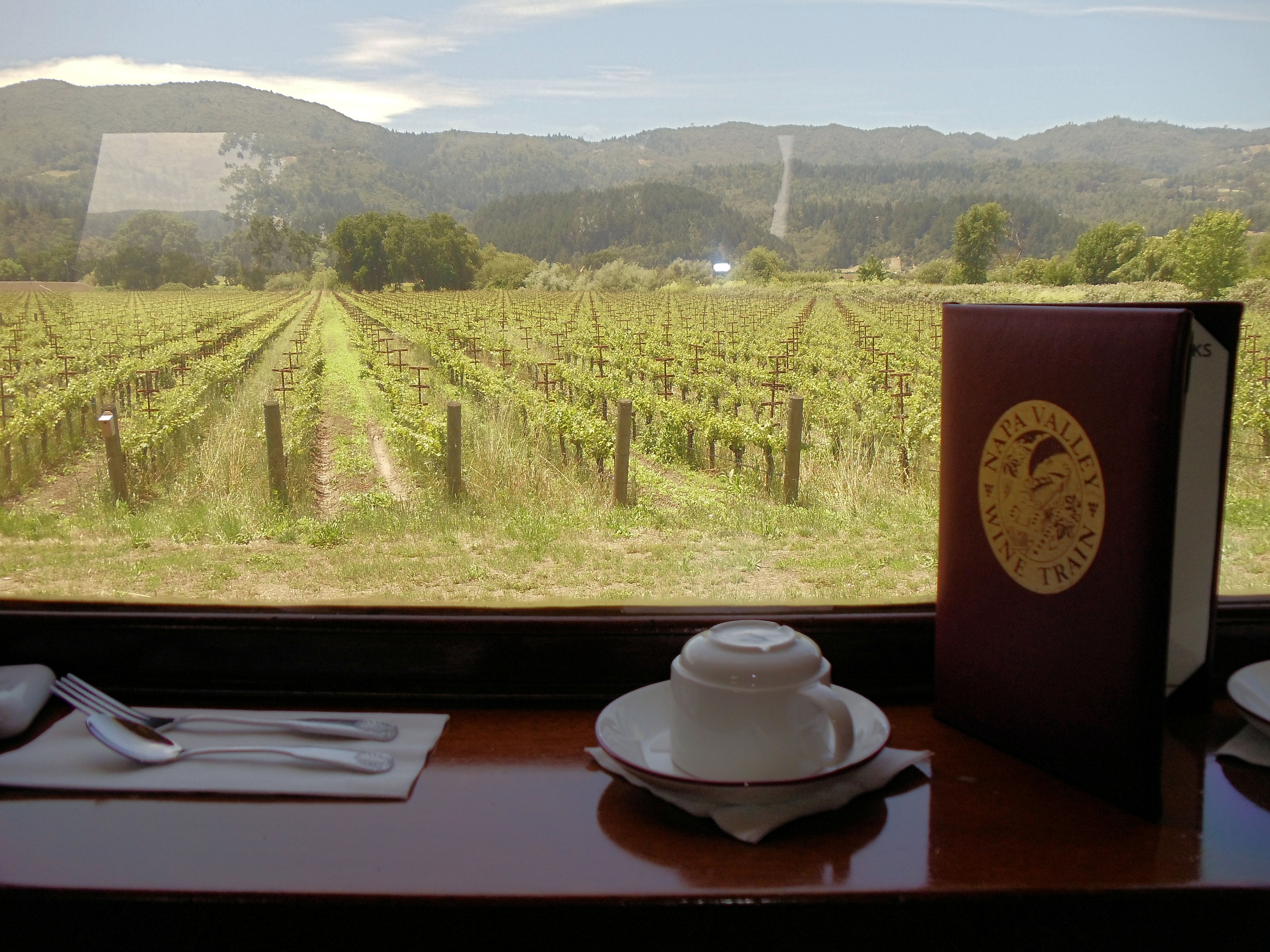
車窓の風景

### 旧路線
ナパバレー・ワイントレインは、もともとナパバレー鉄道が使用していた廃線の一部を利用している。ナパバレー鉄道はカリフォルニア開拓者の一人、サミュエル・ブラナン（Samuel Brannan）がリゾート地カリストガへのアクセスを提供するために1864年に開通した鉄道で、ヴァレーホに及ぶ延長68キロメートルの路線であった。ヴァレーホからは、フェリーを使ってサンフランシスコ・ベイエリアと行き来ができた。ナパバレー鉄道はその後カリフォルニア・パシフィック鉄道、さらにサザン・パシフィック鉄道に売却され、路線は1987年まで使用された
。

### 新会社の設立

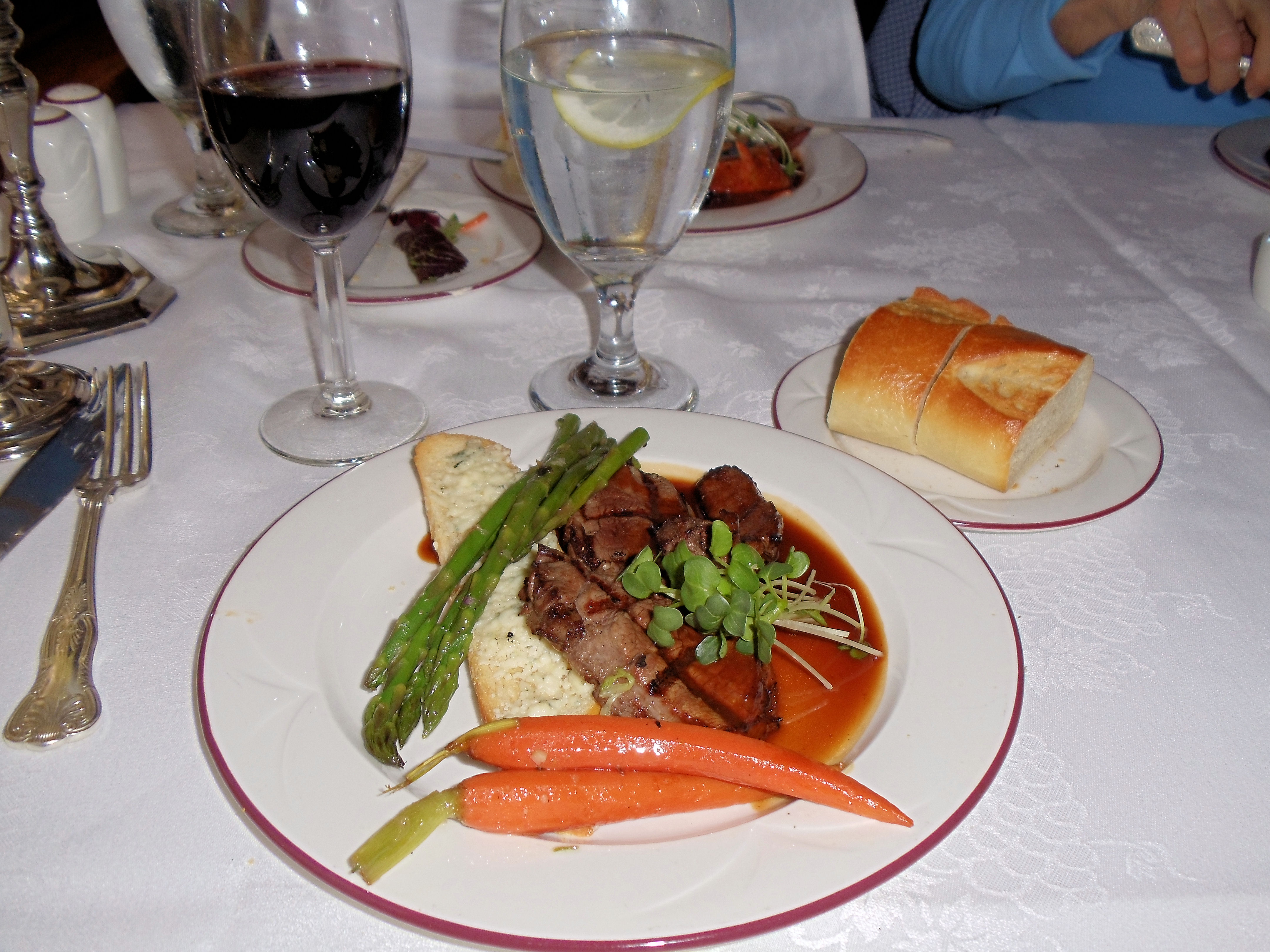
メインディッシュの例

1987年、Vincent DeDomenicoを中心とする地元の起業家によって、ナパバレーで鉄道を運行する新会社が組織された。1985年の公示を通じてサザン・パシフィック鉄道の廃線を知ったDeDomenicoはこの路線の使用権を獲得し、新たに観光専用列車を運行する計画を立てたが、ナパバレーの地元住民や市行政の一部から強い反対にあった。住民の中に、すでに観光客であふれている町がさらに騒々しくなったり、騒音や公害で悩まされたりすることになるのを恐れた者がいたためである。強硬派は州の公共サービス委員会を動かし、DeDomenicoの会社にカリフォルニア州環境品質法の厳しい条件をクリアするよう義務付けることを狙ったが、この訴えは1990年にカリフォルニア州最高裁判所によって退けられた。

## 現在の運行状況
1989年9月16日の開業以来、ナパバレー・ワイントレインを利用した旅客は2百万人を超える。通常は平日2本と週末3本の列車が運行されており、1編成で370人の乗客を収容可能となっている。

### 車両

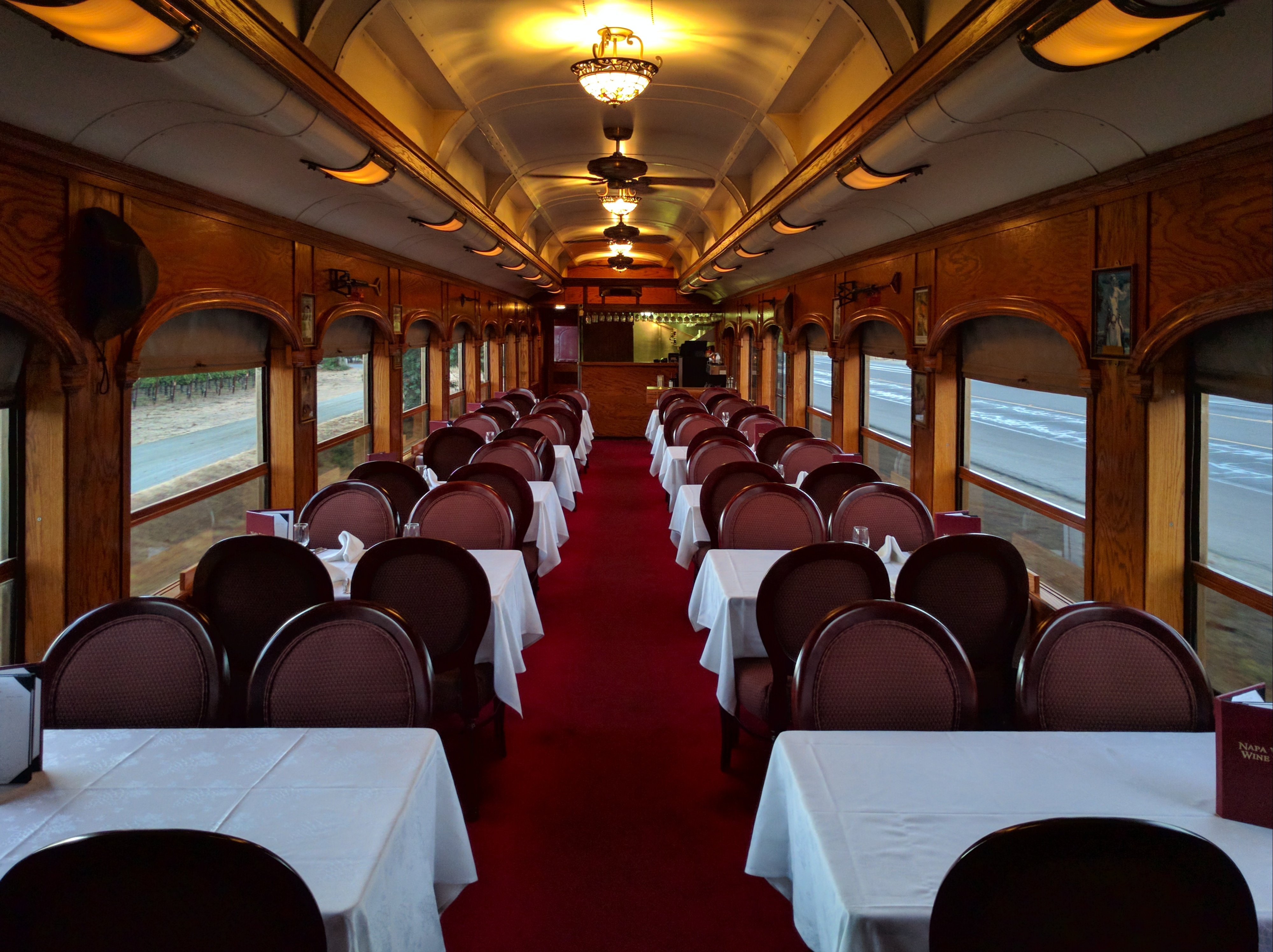
"Silverado"（シルバラード）車内

ワイントレインの車両には、1915年〜1917年製のプルマン社製車両を改装した食堂車"Gourmet"（グルメ）、1952年製の同社製展望車"Vista Dome"（ビスタドーム）と西部劇のテーマを盛り込んだ内装の"Silverado"（シルバラード）、テイスティングバーのある"Lounge"（ラウンジ）などがある。通常の旅客編成では、前記の車両を含む9両を2両のALCO/MLW機関車でけん引して運行している。
ナパバレー・ワイントレイン社が保有する機関車は、ディーゼルエンジンから天然ガス(CNG)エンジンへの変更が2000年ごろから段階的に進められている。

### 保有機関車

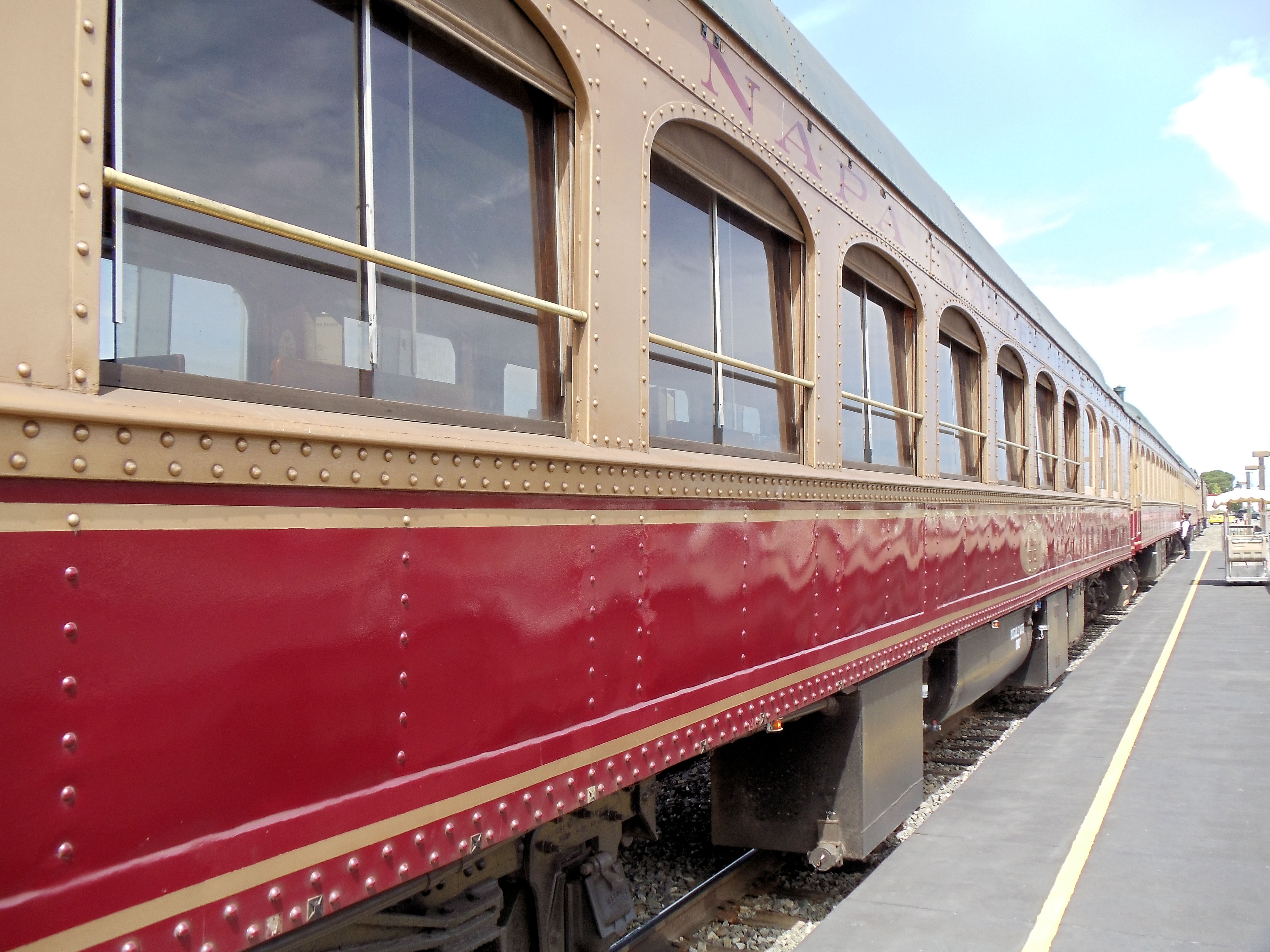
古風な客車

| 車両番号   | メーカー / 形式 | 製造年月   | 製造番号 |
| ---------- | --------------- | ---------- | -------- |
| 機関車 #70 | Alco MLW/FPA-4  | 1958年10月 | 82269    |
| 機関車 #71 | Alco MLW/FPA-4  | 1959年2月  | 83153    |
| 機関車 #72 | Alco MLW/FPA-4  | 1959年4月  | 83165    |
| 機関車 #73 | Alco MLW/FPA-4  | 1959年4月  | 83168    |
| 機関車 #52 | GE /65-Ton      | 1943年7月  | 17871    |

### 地元との融和

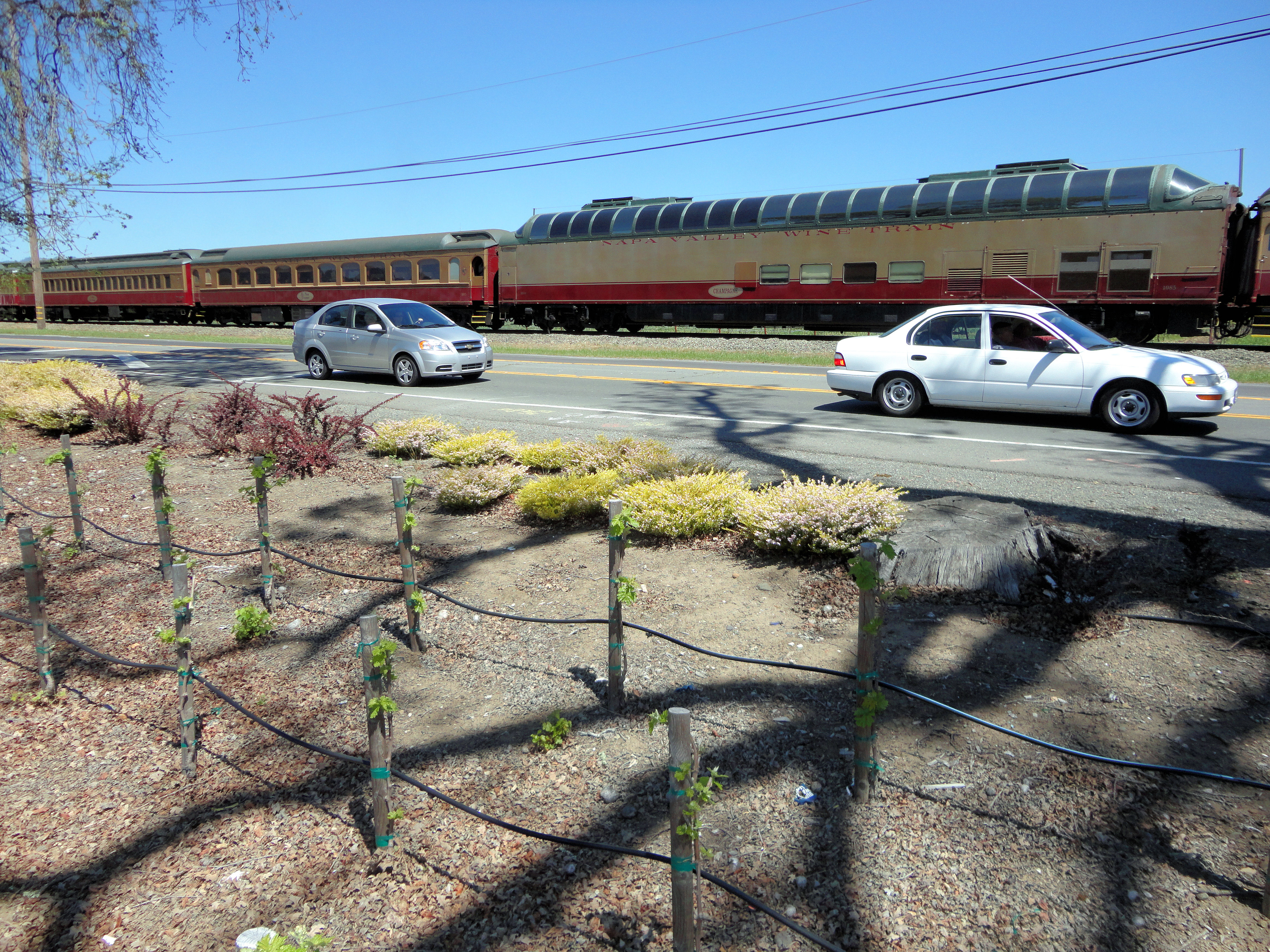
展望車（右）

開業当初より地元住民の強い反対運動にあったナパバレー・ワイントレインだが、創業20年を迎え、さまざまな活動や方針転換を通じて地元との融和を進めている。地元ホテルとの観光客共同誘致キャンペーンの展開や、地元でボランティア活動に携わる住民に対する無料乗車提供などがその一例であるが、数年前にはまったく考えられなかったような施策がナパ～セントヘレナ間の旅客列車運行である。2009年夏に開始され、現在は試行期間の扱いであるが、夏季の毎月第一金曜日にセントヘレナで開かれる"Cheers! St. Helena"（セントヘレナへ行こう！）キャンペーンに合わせてセントヘレナでの降車が初めて可能となった。

## その他
漫画「神の雫」（講談社・モーニング）で遠峰一青とローラが第七の使徒探しのために、ワイントレインの展望車に乗車し、テイスティング・バーにて使徒探しのヒントを探る場面がある。

## 引用文献
1. ↑  櫻井寛『今すぐ乗りたい！「世界名列車」の旅』新潮社、2009年、192頁。ISBN 978-4-10-138471-9。
2. ↑  Supreme Court of California opinion from California Continuing Education of the Bar
3. ↑  Edward Lewis Short Line Railway Guide (page 212)
4. ↑  “Wine Train has been no stranger to controversy | PressDemocrat.com”. 2010年8月26日閲覧。